# Anopheles sintoni
Anopheles sintoni este o specie de țânțari din genul Anopheles, descrisă de Puri în anul 1929. Conform Catalogue of Life specia Anopheles sintoni nu are subspecii cunoscute.